# Willy-Kressmann-Stadion
Das Willy-Kressmann-Stadion (bis 2010: Katzbachstadion) ist ein Fußballstadion mit Leichtathletikanlage im Berliner Ortsteil Kreuzberg des Bezirks Friedrichshain-Kreuzberg.

## Lage, Ausstattung und Namensherkunft
Das Stadion befindet sich im Südwesten Kreuzbergs und grenzt im Westen an die Katzbachstraße, im Süden an die Dudenstraße, im Osten an ein ehemaliges Brauereigelände sowie im Norden an den Viktoriapark bzw. Kreuzberg. Neben der Rasenspielfläche für das Fußballfeld besitzt das Areal noch eine 400-Meter-Laufbahn sowie eine Wurf- und Sprunganlage für Leichtathleten. Die ans Spielfeld angrenzenden, mit roten Klinkern verblendeten Flachdachbauten beherbergen ein Vereinslokal sowie die Umkleideräume. Das Stadion bietet insgesamt 5.000 Zuschauern Platz, davon sind 500 Sitz- und 4.500 Stehplätze.
Der ursprüngliche Name des Stadions sowie der angrenzenden Straße beruhen auf der Schlacht an der Katzbach während der Napoleonischen Kriege am Fluss Katzbach (einem linken Nebenfluss der Oder, im ehemaligen Bezirk Liegnitz).
Am 6. Oktober 2010 erhielt das Stadion zu Ehren des langjährigen Kreuzberger Bezirksbürgermeisters der 1950er und 1960er Jahre Willy Kressmann (1907–1986) seinen heutigen Namen. Im Rahmen des Bezirkssportfestes wurde eine Gedenktafel und ein Schriftzug am Stadion eingeweiht.

## Geschichte

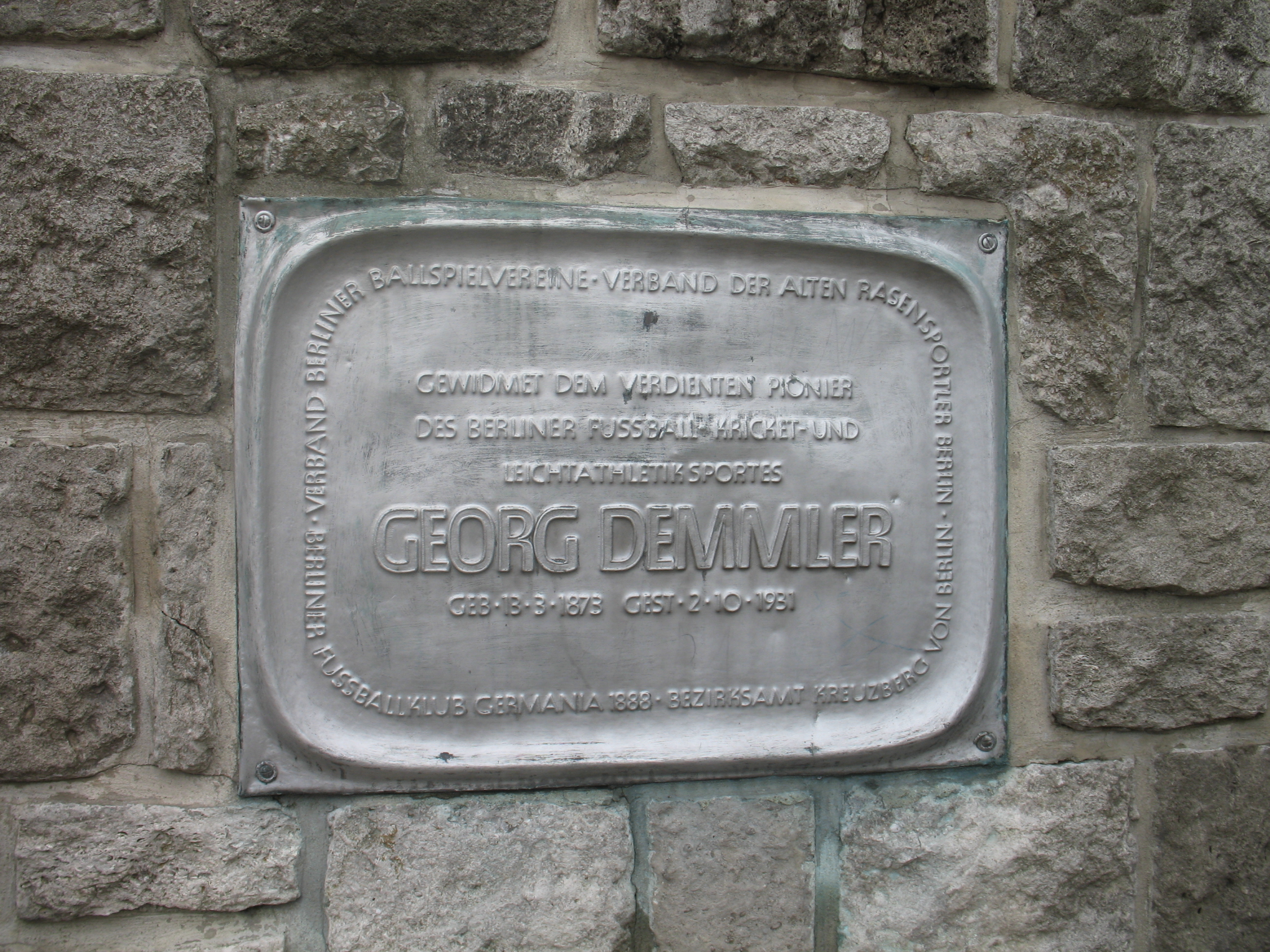
An der Seite der Tribüne ist eine Gedenkplakette für den Architekten Georg Demmler angebracht

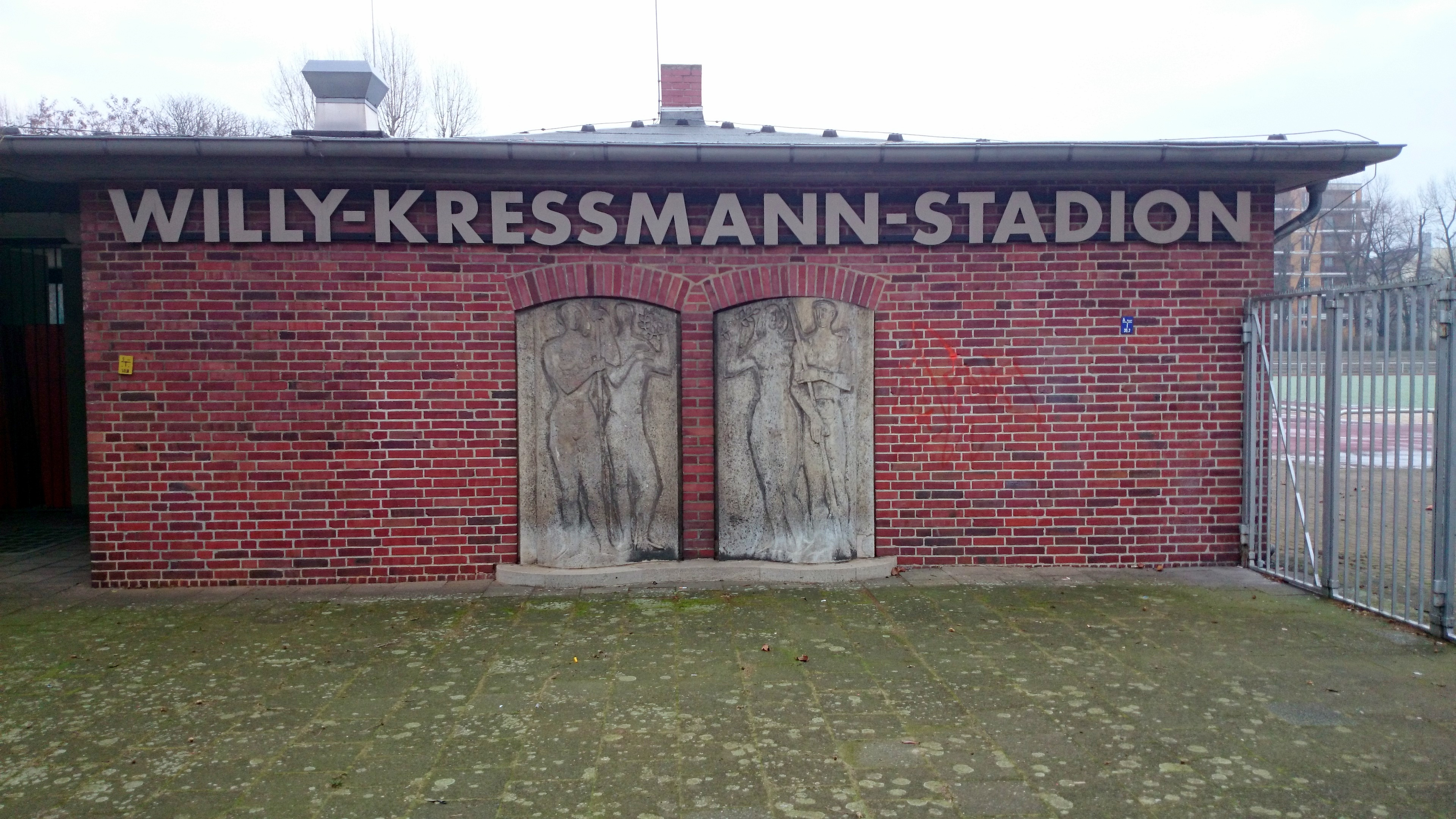
Gedenktafel und Namen neben dem Eingangsbereich

Das Stadion wurde 1914 eröffnet. Die damalige Anlage von Albert Brodersen bestand aus einem Spielfeld mit Rundlaufbahn und längsseitiger Erdtribüne. 1924 wurde es dann nach Entwürfen von Georg Demmler auf eine Kapazität von 12.000 Zuschauern erweitert. Es wurden an den Längsseiten Stehstufen angelegt, die an den Stirnseiten von einem zur damaligen Zeit charakteristischen Bruchsteinmauerwerk gehalten wurden. 1928 kam ein roter Ziegelbau dazu, in dem die Umkleidekabinen und die Vereinsgaststätte untergebracht waren. Zu dieser Zeit wurde auch die Laufbahn installiert. 
Während des Zweiten Weltkriegs wurde der Sportplatz für die Luftabwehr benutzt. Zu diesem Zweck befand sich dort ein Scheinwerfer und ein sogenanntes „Horchgerät“. Nach dem Krieg musste das Stadion von dem dort gelagerten Trümmerschutt befreit werden und konnte am 11. August 1951 erneut eingeweiht werden. Am 19. April 1954, bei einer Begegnung zwischen dem BFC Südring und Hertha BSC, wurde vor geschätzten 10.000 Fans der Zuschauerrekord dieses Stadions aufgestellt. Dieser kann vorerst nicht gebrochen werden, da 1981 die Zuschauerkapazität auf den heutigen Wert reduziert wurde.

## Nutzung
Das Stadion ist mit Unterbrechungen seit Ende der 1980er Jahre die Heimspielstätte des Fußballvereins Türkiyemspor Berlin. Zwischen 2008 und 2012 trug Türkiyemspor seine Regionalliga-Heimspiele im Friedrich-Ludwig-Jahn-Sportpark aus, da das Katzbachstadion nicht die vom Deutschen Fußball-Bund vorgegebenen Richtlinien erfüllte. Nach der Insolvenz Türkiyemspors und dem Absturz in die Berlin-Liga spielt der Verein wieder in Kreuzberg. Das Stadion ist weiterhin Heimstätte der FC Internationale Berlin. Darüber hinaus wird die Anlage auch von den Leichtathleten der Berliner Turnerschaft genutzt.
Am 1. Juni 2007 sollte es im damaligen Katzbachstadion zu einer Frauenfußball-Begegnung zwischen der Mannschaft des Berliner Klubs BSV Al-Dersimspor und der iranischen Fußballnationalmannschaft kommen. Beide Mannschaften standen sich bereits im Jahr 2006 in Teheran gegenüber und hatten damit für internationales Aufsehen gesorgt, da es sich um das erste öffentliche Frauenfußballspiel im Iran seit der islamischen Revolution 1979 handelte. Allerdings kam es nicht zum Rückspiel, da der iranische Verband aufgrund ‚technischer Probleme‘ kurzfristig das Spiel absagte.